# 裨將軍
裨將軍，中國古代秦、漢、三國時期之武官官职。與偏將軍同列五品，在偏將軍之下，並無最低一級之說，屬雜號將軍。通常都從校尉或都尉、護軍升遷，裨將軍通常都有權參與軍中帳議，是在軍事行動中輔助軍中統帥的重要幕僚，無定員。
知名領銜之裨將軍有秦代蒙武、蜀漢之習珍、費觀、李嚴以及曹魏呂常，東吳程普、呂範、是儀、周鲂、朱桓等。

## 名號見解
「裨」字有補助、副佐之意，此外，一般人常把「裨」、「稗」搞混，誤以為裨將軍是微小官職。事實上，稗官才是小官。